# Episodi di The Crazy Ones
La prima e unica stagione della serie televisiva The Crazy Ones è stata trasmessa in prima visione dalla rete televisiva statunitense CBS dal 26 settembre 2013 al 17 aprile 2014.
In Italia è andata in onda in prima visione sul canale satellitare Sky Atlantic dal 10 aprile al 13 maggio 2014, seguendo l'ordine di produzione degli episodi e non l'ordine di trasmissione americana.
| nº | Titolo originale               | Titolo italiano           | Prima TV USA      | Prima TV Italia |
| -- | ------------------------------ | ------------------------- | ----------------- | --------------- |
| 1  | Pilot                          | La star                   | 26 settembre 2013 | 10 aprile 2014  |
| 2  | The Spectacular                | Genio al lavoro           | 3 ottobre 2013    | 11 aprile 2014  |
| 3  | Bad Dad                        | Lezioni di guida          | 10 ottobre 2013   | 10 aprile 2014  |
| 4  | Breakfast Burrito Club         | La vacanza                | 17 ottobre 2013   | 14 aprile 2014  |
| 5  | She's So European              | Amante per tutti          | 24 ottobre 2013   | 14 aprile 2014  |
| 6  | Hugging the Now                | Truffa al bacio           | 31 ottobre 2013   | 11 aprile 2014  |
| 7  | Sydney, Australia              | La Musa                   | 7 novembre 2013   | 15 aprile 2014  |
| 8  | The Stan Wood Account          | Chi è Stan Wood?          | 14 novembre 2013  | 15 aprile 2014  |
| 9  | Sixteen-inch Softball          | Il suo nome è leggenda    | 21 novembre 2013  | 24 aprile 2014  |
| 10 | Models Love Magic              | Presi di petto            | 5 dicembre 2013   | 28 aprile 2014  |
| 11 | The Intern                     | La stagista               | 12 dicembre 2013  | 25 aprile 2014  |
| 12 | The Face of a Winner           | L'importante è vincere    | 2 gennaio 2014    | 30 aprile 2014  |
| 13 | Outbreak                       | Il contagio               | 9 gennaio 2014    | 1º maggio 2014  |
| 14 | Simon Roberts Was Here         | Simon Roberts è stato qui | 30 gennaio 2014   | 2 maggio 2014   |
| 15 | Dead and Improved              | Meglio da morto           | 6 febbraio 2014   | 29 aprile 2014  |
| 16 | Zach Mitzvah                   | Zach Mitzvah              | 27 febbraio 2014  | 5 maggio 2014   |
| 17 | Heavy Meddling                 | Pesanti ingerenze         | 6 marzo 2014      | 6 maggio 2014   |
| 18 | March Madness                  | Le sorelle Keaneally      | 13 marzo 2014     | 7 maggio 2014   |
| 19 | Danny Chase Hates Brad Paisley | Danny odia Brad           | 3 aprile 2014     | 9 maggio 2014   |
| 20 | Love Sucks                     | L'amore esiste            | 10 aprile 2014    | 8 maggio 2014   |
| 21 | The Monster                    | Il mostro                 | 17 aprile 2014    | 13 maggio 2014  |
| 22 | The Lighthouse                 | Il faro                   | 17 aprile 2014    | 12 maggio 2014  |

## La star
- Titolo originale: Pilot
- Diretto da: Jason Winer
- Scritto da: David E. Kelley

### Trama
Simon deve produrre uno spot per McDonald's che evochi un clima familiare. L'azienda gli impone di trovare una voce famosa per lo spot, così viene scelta Kelly Clarkson, che inizialmente non accetterà, non volendo cantare jingle e volendo puntare la sua carriera su canzoni a tema sessuale. Simon è costretto a farle prima cantare una canzone a doppio senso per poi tentare di riportarla alla propria idea, ma Kelly rifiuterà.
Sydney tenterà infine di convincere la cantante, finendo lei stessa per intonare la canzone pensata dal padre in mezzo a un ristorante. Alla fine Kelly accetterà l'ingaggio.

## Genio al lavoro
- Titolo originale: The Spectacular
- Diretto da: Jason Winer
- Scritto da: Joe Port e Joe Wiseman

### Trama
Simon e Zack collaborano per uno spot di moda e il ragazzo riceve dal capo una giacca in regalo. Andrew è geloso, e vorrebbe essere notato di più. L'occasione arriva quando Simon ha bisogno di aiuto per accudire una nidiata di papere, da reintegrare in un laghetto appena ripulito da un disastro ambientale, e Andrew accetta, diventando la loro "madre". Zach ora è geloso delle attenzioni di Simon verso il collega.
Sydney collabora con un'azienda di caffè e, spinta dal padre, opta per un evento propagandistico: una giornata di offerta di caffè gratuito alla cittadinanza in una piazza, versato da un enorme bollitore. Purtroppo una grande ventata trasforma l'idea in una pioggia di caffè sulla piazza, facendo scappare tutti e indisponendo l'azienda. Simon le insegnerà che nessuno è perfetto e che lui stesso si sta occupando delle papere per senso di colpa, poiché il disastro ambientale era stato provocato da lui stesso, sempre per un evento, negli anni '80.
Alla fine le riprese della pioggia di caffè vengono trasformate in uno spot che ammicca ai film horror di serie B, con l'approvazione dell'azienda. Andrew deve separarsi, suo malgrado, dalle papere.

## Lezioni di guida
- Titolo originale: Bad Dad
- Diretto da: Jason Winer
- Scritto da: Corey Nickerson

### Trama
Sydney e Simon devono ideare uno spot per un'agenzia assicurativa automobilistica e si ispirano alla propria esperienza padre-figlia di insegnamento di guida. Simon, all'epoca, aveva spaventato fortemente la figlia, che infatti non ha mai più guidato (affidandosi ai mezzi pubblici, avendo sempre vissuto a Chicago) e, dopo averlo scoperto, torna a insegnarle a guidare.
Nel frattempo, Lauren nota che Andrew è la "remora" di Zach, siccome prende tutto ciò che il collega scarta, dalle ragazze al cibo.

## La vacanza
- Titolo originale: Breakfast Burrito Club
- Diretto da: Michael P. Jann
- Scritto da: Rob Sudduth

### Trama
Sydney è obbligata dal padre a partire per una vacanza (che si scoprirà esser per lesbiche) ma, appena sta per partire, l'agenzia deve trovare uno slogan per una marca di burrito. Sydney rimanderà la sua vacanza di un giorno. Durante l'elaborazione dell'idea si analizzano i rapporti amorosi di Andrew, completamente al guinzaglio di una ragazza molto difficile, Zach, che si sta innamorando, e Lauren, che scrive poesie per sfogare l'odio omicida verso il suo ex (che si scoprirà essere una ragazza).
Andrew fraintende un discorso di Sydney e la bacia, e da questo gesto Simon fa nascere l'idea finale per lo slogan.

## Amante per tutti
- Titolo originale: She's So European
- Diretto da: Jason Winer
- Scritto da: Dean Lorey

## Truffa al bacio
- Titolo originale: Hugging the Now
- Diretto da: Fred Savage
- Scritto da: Ryan Raddatz

### Trama
Simon viene nominato per un importante premio pubblicitario, ma tra gli altri candidati c'è Josh, una vecchia fiamma del liceo di Sydney. Ad una festa per le nomination i due si incontrano, scoprono di essere stati vicendevolmente attratti e iniziano una breve relazione.
Lauren ha un'idea per far vincere Simon, ossia pubblicizzare lui stesso per impressionare i giudici. Purtroppo l'idea scappa a Sydney e viene rubata e usata da Josh, che alla fine vince il premio. Il gruppo fa comunque riavvicinare i due.

## La Musa
- Titolo originale: Sydney, Australia
- Diretto da: Bill D'Elia
- Scritto da: Tracy Poust e Jon Kinnally

### Trama
Sydney riceve un cestino di regali da un suo vecchio conoscente, Danny, un ex autore di jingle che ora compone canzoni, il quale le ha spedito un CD con un brano dedicato a lei molto inquietante e vorrebbe allacciare un rapporto. La ragazza è molto imbarazzata e tutti la prendono in giro, così decide di troncare malamente con lui.
Nel frattempo, Simon, Andrew e Zack devono progettare uno spot turistico per l'Australia, paese che Simon odia per un qualche motivo. Le difficoltà sono molte, e alla fine i tre usano proprio la canzone di Danny, dedicandola a Sydney (città), ma devono chiedere il consenso all'autore.
Incontrano Danny e eviscerano il problema: Sydney fu la prima a spingerlo ad abbandonare i jingle e questo ha fatto di lui il cantante che è ora, ma è rimasto estremamente deluso dalla freddezza della ragazza. Grazie a Simon si giunge ad uno strano accordo, dove Sydney deve "ogni tanto" ignorare Danny, in modo da ispirarlo per altre future e inquietanti canzoni. Simon rivela che anni addietro era tornato ubriaco il giorno del proprio compleanno dall'Australia e questo suo gesto è stato il punto di rottura con l'ex moglie, ma non con la figlia, che non l'ha giudicato. La canzone su Sydney verrà arrangiata per lo spot sull'Australia.

## Chi è Stan Wood?
- Titolo originale: The Stan Wood Account
- Diretto da: Jason Winer
- Scritto da: Laura Krafft

### Trama
Il gruppo vuole rilanciare una pubblicità anni '80 di un prodotto per la pulizia della casa, il cui testimonial era "mister Finger", che verificava la presenza di polvere sui mobili con il suo guanto bianco. L'ormai ottantenne mister Finger viene riassoldato per il nuovo spot, ma intende male la gentilezza di Sydney baciandola e Andrew lo ammonisce.
Intanto viene svelata la presenza di un misterioso Stan Wood tra i clienti, pseudonimo di un piccolo concessionario di auto usate che fu il primo cliente di Simon, prima che si mettesse in società con mister Gordon Lewis: questi gli impone di rinunciare a quel piccolo cliente in favore di una grande casa automobilistica a cui fanno pubblicità, non dovendo esserci conflitto di interessi. Il gruppo deciderà di vendere in una giornata tutte le auto del concessionario, permettendo al proprietario di andare in pensione e di terminare il contratto.

## Il suo nome è leggenda
- Titolo originale: Sixteen-inch Softball
- Diretto da: Alex Hardcastle
- Scritto da: Amy Hubbs

### Trama
La Lewis Roberts & Roberts deve licenziare una persona, ma Simon, capo dei creativi, e Gordon, capo dei contabili, non riescono a mettersi d'accordo, così organizzano una partita di softball. Il dipendente da licenziare verrà scelto tra i dipendenti del settore perdente.
Simon ricorda a tutti come lui, dieci anni prima, divenne una leggenda eseguendo cinque fuori campo in un'analoga partita aziendale, ma a Zack rivela che era sotto effetto di LSD. Tuttavia tutto il reparto conta sulla sua presenza e sostegno.
Durante la partita Gordon esegue delle finte per non far giocare il socio, tranne all'ultimo tiro, in cui Simon si fa male. Questi tornerà in campo completamente drogato di rilassante muscolare. A causa della droga penserà di aver eseguito il fuori campo della vittoria, mentre non toccherà nemmeno la palla, e i creativi perderanno.
Gordon annullerà la scommessa proprio per le condizioni di Simon stesso, decidendo di giocarsela con una lotta sulle minimoto.

## Presi di petto
- Titolo originale: Models Love Magic
- Diretto da: Fred Savage
- Scritto da: Dean Lorey

### Trama
L'agenzia ha a che fare con due clienti parallelamente. Simon e Gordon devono gestire un'azienda produttrice di minestra che vuole trasmettere l'idea di tradizione nei propri prodotti, così Gordon all'inizio cerca non fare interagire i clienti con l'eccentrico Simon e mascherando la propria omosessualità dietro al suo aspetto serio e imponente. Simon gli ricorderà dei primi passi mossi dall'agenzia, quando scartavano i clienti con cui non andavano a genio.
Sydney, Andrew, Zack e Lauren devono gestire uno shooting fotografico con alcune modelle di Victoria's Secret per pubblicizzare un reggiseno da dieci milioni di dollari, ma Lauren, invidiosa, lo indosserà non riuscendo poi a sganciarlo, nemmeno con l'aiuto dei ragazzi. Zack non riesce a farsi notare dalle modelle con i suoi soliti metodi, mentre Andrew sì, sfoderando alcuni semplici trucchi di magia.
Dopo alcune ore il reggiseno non è stato ancora sganciato e le modelle stanno per andarsene scocciate: Sydney le trattiene ancora sfidandole a dimostrare la propria intelligenza, infine Andrew involontariamente ricorda a Zack che lui sa sganciare reggiseni soltanto mentre bacia la ragazza, così quest'ultimo è "costretto" a baciare Lauren riuscendo nell'impresa e salvando la situazione.

## La stagista
- Titolo originale: The Intern
- Diretto da: Fred Goss
- Scritto da: Joe Port e Joe Wiseman

### Trama
La società deve accogliere una nuova stagista, Kelsi Lasker, figlia di un importante cliente, che quindi va trattata con riguardo. La ragazza tuttavia risulta viziata e infantile, e sembra che tutti i suoi problemi nascano da uno scontro con la coinquilina su chi dovrà prendersi la camera da letto più grande della casa. Il gruppo cercherà di pubblicizzare la camera più piccola all'amica, finendo per convincere Kelsi stessa a desiderarla. Il signor Lasker ammetterà di aver fallito nell'educazione della figlia, a differenza di Simon che ha cresciuto una figlia responsabile e seria.
Nel frattempo Lauren intreccia una strana storia puramente platonica con Andrew e puramente fisica con Zack, convincendosi di aver trovato il ragazzo perfetto, fusione dei due, Zandrew. I due romperanno con lei.

## L'importante è vincere
- Titolo originale: The Face of a Winner
- Diretto da: Jason Winer
- Scritto da: Mason Steinberg

## Il contagio
- Titolo originale: Outbreak
- Diretto da: Bill D'Elia
- Scritto da: Rob Sudduth

## Simon Roberts è stato qui
- Titolo originale: Simon Roberts Was Here
- Diretto da: Steven Tsuchida
- Scritto da: Ryan Raddatz

## Meglio da morto
- Titolo originale: Dead and Improved
- Diretto da: Bill D'Elia
- Scritto da: David E. Kelley

## Zach Mitzvah
- Titolo originale: Zach Mitzvah
- Diretto da: Jason Winer
- Scritto da: Tracy Poust e Jon Kinnally

## Pesanti ingerenze
- Titolo originale: Heavy Meddling
- Diretto da: Alex Hardcastle
- Scritto da: Bill Kunstler

## Le sorelle Keaneally
- Titolo originale: March Madness
- Diretto da: Linda Mendoza
- Scritto da: Laura Krafft

## Danny odia Brad
- Titolo originale: Danny Chase Hates Brad Paisley
- Diretto da: David Katzenberg
- Scritto da: Amy Hubbs

## L'amore esiste
- Titolo originale: Love Sucks
- Diretto da: Bill D'Elia
- Scritto da: Mason Steinberg

## Il mostro
- Titolo originale: The Monster
- Diretto da: Jason Winer
- Scritto da: Dean Lorey

## Il faro
- Titolo originale: The Lighthouse
- Diretto da: Matt Sohn
- Scritto da: Tracy Poust e Jon Kinnally